# Sundbyholmene
La réserve naturelle de Sundbyholmene  est une réserve naturelle norvégienne qui est située dans la municipalité de Asker dans le comté d'Akershus.

## Description
La réserve naturelle est située sur trois îlots du nom de Sundbyholmene à l'est du hameau de Båtstø (village de Røyken) et au nord de l'île d'Håøya (municipalité de Frogn), dans l'Oslofjord intérieur. Sur l'îlot nord il y a un phare.
La zone a une superficie d'environ 0,06 km2. Elle préserve le cadre de vie de la faune et de la flore de la zone, notamment en ce qui concerne les oiseaux marins et leurs lieux de nidification, comme l'Eider à duvet. C'est une zone importante pour la conservation des oiseaux de la BirdLife International.